# HD 154857
HD 154857 är en ensam stjärna belägen i den mellersta delen av stjärnbilden Altaret. Den har en skenbar magnitud av ca 7,25 och kräver åtminstone en stark handkikare eller ett mindre teleskop för att kunna observeras. Baserat på parallax Gaia Data Release 2 på ca 15,7 mas, beräknas den befinna sig på ett avstånd på ca 207 ljusår (ca 64 parsek) från solen. Den rör sig bort från solen med en heliocentrisk radialhastighet på ca 28 km/s.

## Egenskaper
HD 154857 är en gul till vit underjättestjärna av spektralklass G5 IV-V. Den är en metallfattig stjärna med en tunn omgivande stoftskiva och har låg kromosfärisk aktivitet utan att ha uppnått ett Maunderminimum. Den har en massa som är ca 1,7 solmassor, en radie som är ca 2,1 solradier och har ca 4,4 gånger solens utstrålning av energi från dess fotosfär vid en genomsnittlig effektiv temperatur av ca 5 700 K.

## Planetsystem
Upptäckten av en bekräftad och en obekräftad jupiterliknande exoplanet rapporterades 2004 respektive 2007. Den tidigare planeten HD 154857 b har >1,8 gånger Jupiters massa. Den kretsar kring stjärnan på 20 procent längre avstånd än jordens avstånd till solen med en omloppsperiod av 409 dygn och 47 procent excentricitet. Det yttre objektet (HD 154857 c) bekräftades som en planetarisk följeslagare i januari 2014.
| Planet | Massa           | Halv storaxel (AE) | Siderisk omloppstid (d) | Excentricitet | Inklination | Radie |
| ------ | --------------- | ------------------ | ----------------------- | ------------- | ----------- | ----- |
| b      | ≥2,24 ± 0,05 MJ | 1,291 ± 0,008      | 408,6 ± 0,5             | 0,06 ± 0,05   | -           | -     |
| c      | ≥2,58 ± 0,16 MJ | 5,36 ± 0,09        | 3 452 ± 105             | 0,06 ± 0,05   | -           | -     |